# Mordellistena guttifera
Mordellistena guttifera es una especie de coleóptero de la familia Mordellidae.

## Distribución geográfica
Habita en México.